# Rogla
Rogla je naselje i planinski vrh u slovenskoj Općini Zreču. Rogla se nalazi u pokrajini Štajerskoj i statističkoj regiji Savinjskoj. 
Rogla je i poznato skijalište.

## Stanovništvo
Prema popisu stanovništva iz 2002. godine naselje je imalo stanovnika.